# The Torrent (film 1915)
The Torrent è un cortometraggio muto del 1915 scritto e diretto da Henry MacRae.

## Produzione
Il film fu prodotto dall'Universal Film Manufacturing Company (come Universal Gold Seal).

## Distribuzione
Distribuito dall'Universal Film Manufacturing Company, il film uscì nelle sale cinematografiche USA l'11 maggio 1915.
Non si conoscono copie ancora esistenti della pellicola che viene considerata presumibilmente perduta.